# Кінематограф Тайваню
Кінематограф Китайської республіки (Кінематограф Тайваню) є частиною китайськомовного кіно, в яке також входять кіномистецтво Китайської Народної Республіки та кінематограф Гонконгу. Історія тайванського кіно налічує понад сто років.

## Історія

### Японський період (1900—1945)
Кіно на Тайвань привезли японці під час окупації острова. Перший власне китайський фільм був знятий на Тайвані 1901 року. Художні фільми з'явилися у 1920-х роках. У цей період було закладено виробничу базу.

### Шанхайський період (1900—1949)
Розвиток продовжувався у 1945—49 роках, коли Тайвань був повернутий Китайській республіці, а столицею кінематографу став Шанхай. Незважаючи на деяке охолодження до китайських фільмів, великою популярністю користувався китайський фільм «Весняні води течуть на схід». Загалом, маючи деяке зростання виробництва, кінематограф багато в чому залишався формою прокату іноземного кіно.

### Діалектальне кіно (1949—1963)
Період із 1949 по 1963 рік був важким часом для кіновиробництва. У кіно знайшла відображення тема спільного проживання тайванських та материкових китайців. Зіставлення діалектів китайської мови стало темою багатьох картин, першою з яких став фільм «Нащадки Жовтого імператора». Такі фільми довго користувалися популярністю.

### Демонополізація (1963—1982)
Стаючи потужним економічно, Тайвань набув стимулів розвитку кінематографії. З 60-х років було знято понад 5000 кінострічок. У ці роки з'явилися чотири кінорежисери, що склали славу тайванського кіно, серед яких першим стає Лі Сін. Видатними фільмами Лі Сіна стали «Глибина почуттів німої дівчини» (啞女情深), «Осіння кара» та «Історія містечка». Його кіно досягло популярності завдяки загальнокитайським цінностям. Другим великим режисером був Бай Цзінжуй, який знімав картини під впливом італійського неореалізму. Цікавий його фільм «Самотність у сімнадцять років», що розповідає про звернення до християнства. Одним із найзнаменитіших режисерів є Лі Ханьсян, який створив історичну епопею «Сіші» про імператорську наложницю. Ще один режисер Ху Цзіньцюань став родоначальником фільмів-кунфу, він також зняв високо оцінену кінознавцями картину «Торкнися Зена». Майже п'ятдесят картин з 1965 по 1985 поставлені за творами письменниці Цюн Яо. У більшості фільмів, знятих за творами Цюн Яо, грала «королева Азії» Лінь Цинся.

### Нове кіно
80-ті та 90-ті роки — час появи «нового кіно». Після того, як обрушився кіноринок на початок 80-х, урядова Центральна кінокомпанія («Чжун'їн») стала спонсорувати експериментальні фільми нового покоління режисерів. Серед них прийшли такі майстри як Хоу Сяосянь, Янг Дечан та інші. Першим фільмом нового кіно стала «Повість світла і темряви» (1982) (광陰 的故事) Янг Дечана. Значним досягненням став «Людина-сендвіч» (1983) (兒子的大玩偶). Багато фільмів знімалися як антології спільно різними режисерами та розповідають про власне життя. Залишили великий слід фільми «Тайбейська історія» (1985), «Вселяючий страх» (1986) Едварда Янга; «Час жити і час помирати», «Літо у дідуся» (1984), «Пил суєтного життя» (1986) Хоу Сяосяня. У цей період знімалося до 300 художніх фільмів на рік, на сьогоднішній день — менше 10.
Це кіно відрізняє дедраматизація, асоціативну мову, психологічність, концентрованість на окремій людині та прямий діалог із глядачем. Режисер Хоу Сяосянь створив знамениту картину «Місто скорботи» про трагедію 1945 року, коли японці пішли з Тайваню, але на їхнє місце прийшла адміністрація з континентального Китаю, і зіткнулися два «патріотизму». Знаменитий режисер Енг Лі відзначений «Оскаром» за фільм «Розум і почуття», Золотим левом за «Порочний зв'язок» та іншими міжнародними нагородами. Він працює в Голлівуді.
Найкасовішим фільмом в історії Тайваню стала романтична драма «Мис № 7» (реж. Вей Дешен) 2008 року. Відзначений безліччю призів гангстерський фільм «Монга» 2010 року режисера Ню Ченцзе.